# Eintracht Kassel
Eintracht Kassel (offiziell: Rasensportverein Eintracht Kassel e. V.) war ein Sportverein aus Kassel. Die erste Fußballmannschaft nahm fünfmal an der deutschen Meisterschaft des Arbeiter-Turn- und Sportbundes (ATSB) teil.

## Geschichte
Der Verein wurde 1920 gegründet. Zwischen 1923 und 1933 wurde Eintracht Kassel fünfmal Meister des ATSB-Kreises Kurhessen-Südhannover und erreichte dadurch die jeweiligen Endrunden zur nordwestdeutschen ATSB-Meisterschaft. Dabei erzielte der Verein die folgenden Ergebnisse:
- 1923: 4:0-Sieg im Halbfinale gegen Vorwärts Meiderich und 0:1-Niederlage im Finale um die nordwestdeutsche Meisterschaft gegen Komet Groß-Flottbek in Hamburg
- 1927: 0:1-Niederlage im Halbfinale bei der FT Gerresheim
- 1929: 1:0-Sieg im Halbfinale beim SC Obersprockhövel und 3:6-Niederlage im Finale um die nordwestdeutsche Meisterschaft gegen Lorbeer 06 Hamburg in Hamburg
- 1931: 2:4-Niederlage im Halbfinale beim SC Obersprockhövel
- 1933: 2:5-Niederlage im Halbfinale bei Eintracht Eving-Lindenhorst in Dortmund

Nach der Machtübernahme der Nationalsozialisten im Jahre 1933 wurde der Verein aufgelöst. Nach dem Ende des Zweiten Weltkrieges gründeten die Mitglieder der Vereine Hermannia Kassel, Tuspo Henschel Kassel und Eintracht Kassel die kommunale Sportgemeinschaft SG Kassel-Nord. Diese nahm im Oktober 1948 wieder den Namen Hermannia Kassel an.